# Óleo vegetal
O óleo vegetal é uma gordura extraída de plantas formada por triglicerídio. Geralmente extraído das sementes das plantas. Substância biocompatível. Apesar de, em princípio, outras partes da planta poderem ser utilizadas na extracção de óleo, na prática este é extraído na sua maioria (quase exclusivamente) das sementes.
Os óleos vegetais são utilizados como óleo de cozinha, pintura, lubrificante, cosméticos, farmacêutico, iluminação, biocombustível (biodiesel ou puro) e para usos industriais. Alguns tipos de óleos, tais como o óleo de colza, algodão ou rícino são impróprios para consumo humano sem o devido processamento prévio.
Como todas as gorduras, os óleos vegetais são ésteres de glicerina e uma mistura de ácidos gordos e são insolúveis em água, mas solúveis em solventes orgânicos.
Tem sido gerador de impactos ambientais, pois jogado em pias, pode causar grandes danos às tubulações e ao meio-ambiente.

## Extração
Pode utilizar-se a maneira "moderna" de processamento de óleos através da extração química, utilizando extractos de solventes, produzindo assim uma maior quantidade, tornando-se num método mais rápido e barato. O solvente mais comum é o hexano, um derivado do petróleo.
Uma outra maneira é a "extração física", a qual não recorre a solventes. Baseia-se na extração mediante processos mecânicos. Este processo é frequentemente utilizado na Europa para a produção de óleos de cozinha, uma vez que os consumidores europeus assim o preferem.
Existem algumas espécies utilizadas para a extração: nativa (buriti, babaçu, mamona etc.), outras são de cultivo de ciclo curto (soja, amendoim, etc.) e outras ainda de ciclo longo ou perene (dendê).